# Lauri Nevalainen
Lauri Armas Nevalainen, född 24 januari 1927 i Kotka, död 31 juli 2005 i Kotka, var en finländsk roddare.
Nevalainen blev olympisk bronsmedaljör i fyra utan styrman vid sommarspelen 1952 i Helsingfors.